# Lijst van voetbalinterlands Congo-Kinshasa - Oeganda
Deze lijst van voetbalinterlands is een overzicht van alle officiële voetbalwedstrijden tussen de nationale teams van Congo-Kinshasa (dat van 1971 tot 1997 Zaïre heette) en Oeganda. De landen speelden tot op heden veertien keer tegen elkaar. De eerste ontmoeting was een wedstrijd tijdens de allereerste Afrikaanse Spelen op 25 juli 1965 in Brazzaville (Congo-Brazzaville). Het laatste duel, een vriendschappelijke wedstrijd, werd gespeeld op 14 juni 2023 in Douala (Kameroen).

## Wedstrijden
| №  | Plaats      | Datum            | Competitie                           | Wedstrijd                | Uitslag |
| -- | ----------- | ---------------- | ------------------------------------ | ------------------------ | ------- |
| 1  | Brazzaville | 25 juli 1965     | Afrikaanse Spelen 1965               | Congo-Kinshasa − Oeganda | 6 − 2   |
| 2  | Kinshasa    | 25 november 1966 | Vriendschappelijk                    | Congo-Kinshasa − Oeganda | 5 − 0   |
| 3  | Kampala     | 8 november 1970  | Afrika Cup 1972 kwalificatie         | Oeganda − Congo-Kinshasa | 1 − 4   |
| 4  | Kinshasa    | 24 november 1970 | Afrika Cup 1972 kwalificatie         | Congo-Kinshasa − Oeganda | 1 − 0   |
| 5  | Kampala     | 2 september 1990 | Afrika Cup 1992 kwalificatie         | Oeganda − Zaïre          | 2 − 1   |
| 6  | Kinshasa    | 14 juli 1991     | Afrika Cup 1992 kwalificatie         | Zaïre − Oeganda          | 1 − 0   |
| 7  | Kinshasa    | 28 juni 1997     | Vriendschappelijk                    | Congo-Kinshasa − Oeganda | 0 − 0   |
| 8  | Arusha      | 27 oktober 2001  | Vriendschappelijk                    | Oeganda − Congo-Kinshasa | 1 − 0   |
| 9  | Kampala     | 6 juni 2004      | WK 2006 kwalificatie                 | Oeganda − Congo-Kinshasa | 1 − 0   |
| 10 | Kinshasa    | 5 juni 2005      | WK 2006 kwalificatie                 | Congo-Kinshasa − Oeganda | 4 − 0   |
| 11 | Caïro       | 14 januari 2011  | Vriendschappelijk                    | Congo-Kinshasa − Oeganda | 0 − 1   |
| 12 | Caïro       | 22 juni 2019     | Afrika Cup 2019                      | Congo-Kinshasa − Oeganda | 0 − 2   |
| 13 | Annaba      | 14 januari 2023  | African Championship of Nations 2022 | Congo-Kinshasa − Oeganda | 0 − 0   |
| 14 | Douala      | 14 juni 2023     | Vriendschappelijk                    | Congo-Kinshasa − Oeganda | 1 − 0   |

## Samenvatting
| Competitie                      | Totaal gespeeld | Winst Congo-Kinsh. | Gelijk | Winst Oeganda | Doelsaldo Congo-Kinsh. – Oeganda |
| ------------------------------- | --------------- | ------------------ | ------ | ------------- | -------------------------------- |
| WK-kwalificatie                 | 2               | 1                  | 0      | 1             | 4 − 1                            |
| Afrika Cup                      | 1               | 0                  | 0      | 1             | 1 − 2                            |
| Afrika Cup-kwalificatie         | 4               | 3                  | 0      | 1             | 7 − 3                            |
| African Championship of Nations | 1               | 0                  | 1      | 0             | 0 − 0                            |
| Afrikaanse Spelen               | 1               | 1                  | 0      | 0             | 6 − 2                            |
| Vriendschappelijk               | 5               | 2                  | 1      | 2             | 6 − 2                            |
| Totaal                          | 14              | 7                  | 2      | 5             | 24 − 10                          |

Wedstrijden bepaald door strafschoppen worden, in lijn met de FIFA, als een gelijkspel gerekend.
FECOFA · Bondscoaches · Selecties · A-internationals · Vrouwenelftal van Congo-Kinshasa
1960 – 1969 ·
1970 – 1979 ·
1980 – 1989 ·
1990 – 1999 ·
2000 – 2009 ·
2010 – 2019 ·
2020 – 2029
AC 1965 ·
AC 1968 ·
AC 1970 ·
AC 1972 ·
AC 1974 ·
WK 1974 ·
AC 1976 ·
AC 1988 ·
AC 1992 ·
AC 1994 ·
AC 1996 ·
AC 1998 ·
AC 2000 ·
AC 2002 ·
AC 2004 ·
AC 2006 ·
AC 2013
1963 ·
1964 · 
1965 ·
1966 · 
1967 ·
1968 · 
1969 ·
1970 · 
1971 ·
1972 · 
1973 ·
1974 · 
1975 · 
1976 ·
1977 · 
1978 ·
1979 ·
1979 · 
1980 ·
1980 · 
1981 ·
1982 ·
1983 ·
1984 · 
1985 ·
1986 · 
1987 ·
1988 · 
1989 ·
1990 · 
1991 ·
1992 · 
1993 ·
1994 · 
1995 ·
1996 · 
1997 ·
1998 · 
1999 ·
2000 · 
2001 ·
2002 · 
2003 ·
2004 · 
2005 · 
2006 ·
2007 · 
2008 ·
2009 · 
2010 · 
2011 ·
2012 · 
2013 · 
2014 ·
2015 ·
2016 ·
2017 ·
2018 ·
2019 ·
2020 ·
2021 ·
2022 ·
2023
Algerije ·
Angola ·
Bahrein ·
Benin ·
Botswana ·
Brazilië ·
Burkina Faso ·
Burundi ·
Centraal-Afrikaanse Republiek ·
China ·
Congo-Brazzaville ·
Djibouti ·
Egypte ·
Equatoriaal-Guinea ·
Ethiopië ·
Gabon ·
Gambia ·
Ghana ·
Guinee ·
Irak ·
Ivoorkust ·
Joegoslavië ·
Kaapverdië ·
Kameroen ·
Kenia ·
Lesotho ·
Liberia ·
Libië ·
Madagaskar ·
Malawi ·
Mali ·
Marokko ·
Mauritanië ·
Mauritius ·
Mexico ·
Mozambique ·
Namibië ·
Nieuw-Zeeland ·
Niger ·
Nigeria ·
Oeganda ·
Oman ·
Qatar ·
Roemenië ·
Rwanda ·
Saoedi-Arabië ·
Schotland ·
Senegal ·
Seychellen ·
Sierra Leone ·
Soedan ·
Swaziland ·
Tanzania ·
Togo ·
Tsjaad ·
Tunesië ·
Zambia ·
Zimbabwe ·
Zuid-Afrika ·
Zuid-Soedan
FUFA · 
A-internationals · 
Oegandees vrouwenelftal
Algerije ·
Angola ·
Bahrein ·
Benin ·
Botswana ·
Burkina Faso ·
Burundi ·
Centraal-Afrikaanse Republiek ·
Comoren ·
Congo-Brazzaville ·
Congo-Kinshasa ·
Djibouti ·
Ecuador ·
Egypte ·
Eritrea ·
Ethiopië ·
Gabon ·
Gambia ·
Ghana ·
Guinee ·
Guinee-Bissau ·
IJsland ·
Irak ·
Iran ·
Ivoorkust ·
Jemen ·
Kaapverdië ·
Kameroen ·
Kenia ·
Koeweit ·
Lesotho ·
Libanon ·
Liberia ·
Libië ·
Madagaskar ·
Malawi ·
Mali ·
Marokko ·
Mauritanië ·
Mauritius ·
Moldavië ·
Mozambique ·
Namibië ·
Niger ·
Nigeria ·
Oezbekistan ·
Rwanda ·
Saoedi-Arabië ·
Sao Tomé en Principe ·
Senegal ·
Seychellen ·
Slowakije · 
Soedan ·
Somalië ·
Tadzjikistan ·
Tanzania ·
Togo ·
Tsjaad ·
Tunesië ·
Turkmenistan ·
Zambia ·
Zimbabwe ·
Zuid-Afrika ·
Zuid-Soedan